# Il magico scuolabus riparte
Il magico scuolabus riparte (The Magic School Bus Rides Again) è una serie televisiva a cartoni animati educativa per bambini, prodotta nel 2017 da Scholastic Entertainment e 9 Story Media Group. La serie è il sequel della serie Allacciate le cinture! Viaggiando si impara.

## Trama
La protagonista della serie è Fiona Frizzle, sorella di Valerie, protagonista della serie originale, dalla quale riceve le chiavi del suo magico scuolabus. Come fatto precedentemente dalla sorella, Fiona utilizzerà il mezzo per far conoscere ai propri alunni (e tramite loro gli spettatori) le meraviglie della scienza, attraverso nuovi viaggi, portandoli alla scoperta nuovi luoghi, creature e epoche storiche.

## Personaggi
Kate McKinnon : Miss Fiona Felicity Frizzle

Lily Tomlin : Professor Valerie Felicity Frizzle

Miles Koseleci-Vieira : Arnold Perlstein

Lynsey Pham : Wanda Li

Mikaela Blake : Keesha Franklin

Gabby Clarke : Dorothy Ann

Leke Maceda-Rustecki : Carlos Ramon

Matthew Mintz : Ralphie Tennelli

Kaden Stephen : Timothy "Tim"

Birva Pandya : Jyoti

Will Arnett : Galapagos Gil

Sandra Oh : Dr. Sarah Bellum

Mae Jemison : Kathy K. Kuiper

Lilly Bartlam : ?

Amos Crawley : ?

Annelise Forbes : ?

Lisa Jai : ?

Julie Lemieux : ?

Ana Sani : ?

Stuart Stone : ?

Jamie Watson : ?

### Doppiaggio italiano
- Cristina Garosi : Dorothy
- Annalisa Usai : Jioty
- Carlotta Guido : Keesha
- Giò Giò Rapattoni : Miss Frizzle
- Veronica Cuscusa : Wanda
- Patrizia Salerno : Ralphie
- Alessandra Cerruti : Tim
- Tatiana Dessi : Arnold
- Barbara Villa : Carlos

## Episodi - Stagione 1
| nº | Titolo inglese               | Titolo italiano                         |
| -- | ---------------------------- | --------------------------------------- |
| 1  | Frizzle of the Future        | La Miss Frizzle del futuro              |
| 2  | Pigs in the Wind             | Porcellini nel vento                    |
| 3  | In the Swim                  | Buttiamoci a pesce!                     |
| 4  | The Battle for Rock Mountain | Capitan Rocciaman                       |
| 5  | The Magnetic Mambo           | Il mambo magnetico                      |
| 6  | Carlos Gets the Sneezes      | Carlos è malato?                        |
| 7  | Hides and Seeks              | Nascondino estremo                      |
| 8  | Three in One                 | Tre in uno                              |
| 9  | Space Mission: Selfie        | Missione spaziale: Selfie               |
| 10 | The Tales Glaciers Tell      | Le storie che i ghiacciai ci raccontano |
| 11 | Ralphie Strikes a Nerve      | Nel cervello di Ralphie                 |
| 12 | Monster Power                | Il mostro assorbitutto                  |
| 13 | DA and the Deep Blue         | Dorothy e l'oceano profondo             |

## Episodi - Stagione 2
| nº      | Titolo inglese                     | Titolo italiano |
| ------- | ---------------------------------- | --------------- |
| 1 (14)  | The Land Before Tim                |                 |
| 2 (15)  | Claw and Order                     |                 |
| 3 (16)  | Ghost Farm                         |                 |
| 4 (17)  | Nothin' But Net                    |                 |
| 5 (18)  | I Spy with my Animal Eyes          |                 |
| 6 (19)  | Ready, Set, Fail!                  |                 |
| 7 (20)  | The Good, the Bad, and the Gnocchi |                 |
| 8 (21)  | Send in the Clouds                 |                 |
| 9 (22)  | Ralphie and the Flying Tennellis   |                 |
| 10 (23) | Tim and the Talking Trees          |                 |
| 11 (24) | Waste Not, Want Not                |                 |
| 12 (25) | Janet's Mystery Gene               |                 |
| 13 (26) | Making Magic                       |                 |

## Speciali
| nº | Titolo inglese       | Titolo italiano |
| -- | -------------------- | --------------- |
| 1  | Kids in Space        |                 |
| 2  | The Frizz Connection |                 |
| 3  | In the Zone          |                 |